# ISO/TS 16949
El propósito de la especificación técnica ISO/TS 16949 es el desarrollo de un sistema de gestión de calidad con el objetivo de una mejora continua enfatizando en la prevención de errores y en la reducción de desechos de la fase de producción.
TS 16949 se aplica en las fases de diseño/desarrollo de un nuevo producto, producción y, cuando sea relevante, instalación y servicio de productos relacionados con el mundo de la automoción. Está basado en el estándar de ISO 9000.
Los requisitos son aplicables a lo largo de toda la cadena de producción. Recientemente también las plantas de ensamblaje de vehículos se están confrontando con el certificado ISO/TS 16949.
La ISO/TS 16949:2002 nace por la necesidad de evitar la dualidad entre requerimientos de VDA 6.1 (Automotriz Alemana), EAFQ (Francia), AVQS (Italia)... y QS-9000 (Automotriz Estadounidense). ISO/TS 16949 se considera favorable ante los esquemas de gestión anteriores, a los que reemplaza. La versión actual de la especificación para la industria del automóvil es IATF 16949:2016, que complementa los requisitos de ISO 9001:2015.
En la relación a la última versión de la norma ISO/TS 16949:2016, los cambios introducidos con respecto la norma anterior son:
Los cambios en el proceso de certificación fueron:
- Eliminación de los extended workbench.
- Los consultores no podrán participar en las auditorías.
- Obligación de comunicar a la entidad certificadora información de cualquier cambio en la empresa.
- Tiempo de auditoría mínimo en el área de producción durante la auditoría.
- Cálculo y comunicación de número de empleados temporales.
- Cambio de auditores durante el ciclo de auditoría.
- Proporcionar información de la empresa antes de la auditoría.
- Tiempo de auditoría extra.
- Plazos de 60 días para gestionar las no conformidades tras la auditoría.
- 100% no conformidades resueltas.
- Verificación de la implementación efectiva de las acciones correctivas.
- Emisión de certificados sin logos de los clientes.
- Auditorías especiales en caso de reclamaciones.
- Proceso más eficaz.